# Škwor
Škwor (také škWor, původně Skwar) je česká heavy metalová kapela, založena roku 1998. Kapela hraje dodnes.

## Historie

### Začátky Skwar aMayday (1998–2000)
Vznik této kapely sahá do roku 1998, tehdy pod názvem Skwar. Zakládajícími členy jsou Petr Hrdlička (zpěv a kytara), Tomáš Kmec (baskytara) a František Vadlejch (bicí); v prosinci téhož roku se přidal ještě Leo Holan (kytara). Počáteční styl kapely zakládal na kombinaci thrash metalu a punku. Skladby tohoto stylu lze nalézt na jejich prvním oficiálním albu Mayday, jež vyšlo roku 2000.
V roce 2000 Skwar poprvé hraje v soutěži Rock Made In Gambrinus, kde ovšem vypadává hned v prvním kole. Během soutěže způsobuje silné pohoršení u pořadatelů i členů poroty nezřízenou konzumací alkoholu a následnou exhibicí v zákulisí i na pódiu.

### Změna sestavy, Škwor aVyhlašuju boj!(2001)
Na jaře 2001 se vyhrocuje situace okolo bubeníka Františka Vadlejcha, jehož chování se, i přesto, že kapela má k alkoholu velice kladný vztah, stává neúnosným a je rozhodnuto o jeho odchodu. Po delším hledání přichází do Skwaru Herr Miler (bývalý bubeník skupiny Debustrol). Původní název Skwar se začátkem roku 2001 mění na současný Škwor. Důvodem změny jména je časté komolení názvu pořadateli, proto se kapela rozhodne zachovat fonetickou podobu názvu s ponecháním W.
Po vydání alba Mayday dochází k dohodě se skupinou Arakain, který bere Skwar na své turné jako předkapelu. Jen tak z legrace se účastní opět soutěže Rock Made In Gambrinus, kterou tentokrát vyhrává, na základě čehož musí do konce roku 2001 natočit CD. V naprosto šibeničním termínu natáčí CD s názvem Vyhlašuju boj! a podepisuje smlouvu s firmou Warner Music. Ještě během prosince 2001 z kapely z rodinných důvodů odchází Herr Miler. Jako náhradu za sebe doporučuje Martina Pelce, který má s jeho zastupováním již zkušenosti z Debustrolu.

### Živé vystupování, upevňování pozic (2002–2003)
Celý rok 2002 vystupuje Škwor jako host na všech kolech vyhledávací soutěže Rock Made in Gambrinus a na různých festivalech po celé republice. Zúčastňuje se také slavného Ozzfestu a I-festu. V září 2002 se skupina objevuje v televizi Prima, jako host pořadu Caruso show a v prosinci na TV Nova jako host v pořadu Rozjezdy pro hvězdy. Do konce roku 2002 jezdí Škwor v roli předskokana v rámci turné kapely Harlej, čímž se definitivně dostává do povědomí mnoha diváků.
V roce 2003 připravuje skupina materiál na nové CD a znovu jezdí po
koncertech se skupinou Harlej. V hitparádách se objevuje videoklip Mý slzy neuvidíš. Kapela také vystupuje v několika hudebních pořadech. Zatím největší úspěch kapely se dostavuje na podzim roku 2003, kdy dělá předskokana na tour kapely Kabát.

### AlbumVyvolenej, albumAmerikaa první zlatá deska (2004–2006)
Ke konci března roku 2004 vychází nové album Vyvolenej. Album se objevuje několik týdnů mezi nejprodávanějšími alby v České republice. K albu je natočen videoklip Sraž nás na kolena.
V roce 2005 kapela získává zlatou desku za 10 000 prodaných kusů alba Vyvolenej. Na jaře se kapela zúčastňuje Pink Panther festů. V říjnu vydává své již čtvrté řadové album s názvem Amerika, jehož součástí je i první samostatné stejnojmenné tour. Kapela se opakovaně objevuje v pořadech jako Óčko apod.
V roce 2006 opět kapela koncertuje na desítkách míst po celé republice. K albu Amerika je natočen videoklip Křídla. Postupně se připravuje materiál na nové album, v plánu je také DVD.

### AlbaLoutky,5,Sečteno a podtrženo,Drsnej kraja další zlatá deska (2007–2011)
Dne 26. března 2007 Škwor vydává album s názvem Loutky. To se umisťuje na 5. místě nejprodávanějších alb v ČR. Pilotním singlem a zároveň videoklipem se stává song Střepy. Následuje turné, rozdělené do dvou částí - jarní a letní.
Dne 29. září 2008 skupina vydává nové album, které se jmenuje 5 a vychází v kompletu spolu s historicky prvním DVD obsahujícím sestříhaný záznam z několika koncertů. Krátce na to získává album zlatou desku.
Dne 18. října 2009 vychází výběrové "best of" album Sečteno podtrženo.
Dne 18. března 2011 je vydáno nové album Drsnej kraj obsahující i DVD se záznamem pražského koncertu a rozhovorem. To se stává nejprodávanějším albem v ČR.

### DVDNatvrdo,15 let - Praha Incheba arena(3. zlatá deska), deskaSliby & lžiaHledání IDentity(2012–2016)
Kapela se rozhodla zmapovat festivalovou sezónu 2012 speciálním dokumentem a zároveň nabídnout fanouškům plnohodnotný koncertní záznam z vystoupení na festivalu Benátská noc. Pod názvem Natvrdo tak vydává své první oficiální DVD s přidaným bonusovým CD s audio záznamem koncertu a dokumentem ze zákulisí.
Dne 27. září 2013 se na pultech objevuje nové album Sliby & lži. Symbolického 15. listopadu 2013 se k patnáctému výročí v pražské Incheba aréně odehrává zatím největší samostatný koncert Škworu, na něm křest alba a od zástupců firmy Supraphon předání zlaté desky za prodeje živého CD+DVD Natvrdo z roku 2012.
V říjnu 2014 vychází DVD/CD z minulého výročního koncertu v Praze 15 let - Praha Incheba arena. 14. listopadu 2014 pak Škwor vyprodává pražskou Lucernu.
Pod názvem Hledání IDentity vychází v říjnu 2015 v pořadí deváté řadové album.

### Odchod Lea Holana, deskaUzavřenej kruh(2017–2022)
Dne 20.9.2017 byl spuštěn předprodej na koncert v O2 areně, kde kapela 9.11.2018 oslavila své dvacáté narozeniny.
Dne 12. října 2017 kapela na svých stránkách oznamuje odchod Lea Holana z kapely po společné dohodě. Fanoušci jsou ujištěni, že Leo splní své dosavadní závazky a dokončí práci na nové desce Uzavřenej kruh, která vyjde 3. listopadu. 24. října je oznámeno, že novým kytaristou kapely se stal Martin Volák (Debustrol,Harlej).

### Odchod Martina Voláka příprava nové desky (2022–současnost)
V březnu 2022 odchází Martin Volák z kapely, a na jeho místo nastupuje Jan Chudan.
Skupina zahrála 6. a 7. října 2023 vyprodané koncerty v pražské O2 universum, kde oslavili dvacáté páté narozeniny. Během vystoupení ohlásili, že koncerty zopakují příští rok v O2 universu.
Mezitím skupina nahrávala nové album a v květnu 2023 vydali první singl 'Sobě věrnej'. V červenci 2023 vydali druhý singl 'Příkaz zněl jasně'. V srpnu 2023 skupina oznámila, že nové album ponese název Sobě věrnej a vyšlo 8. října 2023 v produkci nového kytaristy Jana Chudana.
Dne 25. října 2023 skupina přislíbila, že zahrají znovu v pražské O2 universum v rámci Sobě věrnej Tour a to dokonce třikrát 20., 21. a 22. prosince 2024.

## Členové

### Současní
- Petr Hrdlička (zpěv, kytara, 1998–dodnes)
- Tomáš Kmec (baskytara, 1998–dodnes)
- Martin Pelc (bicí, 2001–dodnes)
- Jan Chudan (kytara, 2022–dodnes)

### Bývalí
- František Vadlejch (bicí, 1998–2001)
- Herr Miler (bicí, 2001)
- Leo Holan (kytara, 1998–2017)
- Martin Volák (kytara, 2017–2022)

Časová osa[chybí lepší zdroj]

## Styl hudby
Prvotní styl kapely (na jejich demo albu Mayday) lze přirovnat ke kombinaci thrash metalu a punku.
Od jejich debutového alba Vyhlašuju boj! se ovšem výrazně přiklánějí k, tehdy ještě mainstreamovému, nu metalu a jsou označováni za jednu z českých nu metalových skupin. Recenzenti styl tohoto alba přirovnávají k tehdejší tvorbě Linkin Park. Lze jej definovat jako kombinaci ostrých kytarových riffů, elektronické hudby na pozadí, to vše v doprovodu melodického zpěvu, rapu a také screamingu.
Na jejich, v pořadí třetím, albu Vyvolenej se jejich styl příliš nezměnil, až na propracovanější melodičnost, redukci vulgarismů v textech a posílení elektronických prvků.
Od dalších alb skupina pomalu, ale jistě upouští od nu metalových zvyklostí a přesouvá se do hard rockových končin. Elektronika a výrazné kytarové riffy zůstávají. Slyšet je zejména absence rapovaných vokálů a pomalejší, méně agresivní tempo.

## Videoklipy (2003-2017)
- Mý slzy neuvidíš
- Sraž nás na kolena
- Utíkám
- Křídla
- Amerika
- Sympaťák
- -Střepy
- Nebuď debil
- Pohledy studený
- Kámen
- '-Sama
- Tak to jsme my!
- Síla starejch vín
- Máme tu problém
- Za tmavejch nocí

## Diskografie

### Mayday (Skwar) (2000, CD)
Nahráno ve studiu Hacienda, label: Popron Music, formát: CD, Album, žánr: Rock, styl: Hard Rock
Tracklist:
| 1  | EGB             | 3:47 |
| 2  | Krávo           | 2:34 |
| 3  | Reklamy         | 3:10 |
| 4  | Policajt        | 2:31 |
| 5  | Kapitál         | 2:23 |
| 6  | Kořalky         | 3:20 |
| 7  | Já To Vzdám     | 3:02 |
| 8  | Lojza           | 1:56 |
| 9  | Madam Decubitus | 2:45 |
| 10 | Utíkej          | 2:48 |
| 11 | Mayday          | 2:39 |
| 12 | O Nás           | 3:12 |

Sestava: Kytara– Leoš, Bass – Tomáš, Bicí – Franta Liška, ZpěvKytara – Hrdlička

### Vyhlašuju boj! (2001, CD)
Nahráváno ve studiích: Citron, Propast, Studio M. Vošahlíka
Album vyšlo také v reedici -(2003), jehož součástí jsou 3 live verze: Klenot, Bohém, Policajt + videoklip Mý slzy neuvidíš.
Tracklist:
| 1  | Mý Slzy Neuvidíš     | 3:16 |
| 2  | Lojza                | 1:52 |
| 3  | Takhle Teda Ne       | 3:40 |
| 4  | Kapitalistickej Shit | 2:09 |
| 5  | Klenot               | 2:45 |
| 6  | Reklamy              | 2:48 |
| 7  | Bohém                | 2:56 |
| 8  | Ruleta               | 3:17 |
| 9  | Policajt             | 2:47 |
| 10 | Řekni Co Ti Nevoní   | 2:47 |
| 11 | Kořalky              | 3:36 |
| 12 | Ulice                | 3:25 |
| 13 | Vyhlašuju Boj        | 2:23 |

### Vyvolenej (2004, CD)
Ve studiích: Čes.nár. 4.symf. orchestru a studio Škwor
Tracklist:
| 1  | Čekatel            |  |
| 2  | Vyvolenej          |  |
| 3  | Sraž Nás Na Kolena |  |
| 4  | Divoká Noc         |  |
| 5  | Bylo By Nám Líp    |  |
| 6  | Už Je Takovej      |  |
| 7  | Nebudem Si Lhát    |  |
| 8  | Chtěl Jsi Letět    |  |
| 9  | Milión             |  |
| 10 | Může Se Stát       |  |
| 11 | Tak Trochu         |  |
| 12 | Utíkám             |  |
| 13 | Stín               |  |
| 14 | Víš To Sám         |  |
| 15 | Hrobový Ticho      |  |

### Amerika (2005, CD)
Tracklist:
| 1  | 911 (Intro)   |  |
| 2  | Amerika       |  |
| 3  | Nábor         |  |
| 4  | Křídla        |  |
| 5  | Zabiják       |  |
| 6  | Maj To Jinak  |  |
| 7  | Co Takhle Jít |  |
| 8  | Buzerpla.cz   |  |
| 9  | Buď Se Mnou   |  |
| 10 | Tady A Teď    |  |
| 11 | Divnej        |  |
| 12 | Umělec        |  |
| 13 | Už Nevolej    |  |

### Loutky (2007, CD)
Tracklist:
| 1  | Loutky        | 2:41 |
| 2  | Splín         | 3:28 |
| 3  | Sympaťák      | 3:22 |
| 4  | Snad 1000×    | 2:56 |
| 5  | Střepy        | 2:49 |
| 6  | Výhra         | 2:42 |
| 7  | Víly          | 3:30 |
| 8  | Zoufalství    | 3:03 |
| 9  | Nula Poslední | 2:38 |
| 10 | Před Kamerou  | 2:44 |
| 11 | Odhodlaná     | 2:47 |
| 12 | Šampión       | 3:42 |
| 13 | Krtek         | 3:12 |
| 14 | Duše          | 4:03 |

### 5 (2008, CD & DVD)
Tracklist:
| CD1-1   | Celebrity          |  |
| CD1-2   | Nebuď Debil        |  |
| CD1-3   | Pohledy Studený    |  |
| CD1-4   | Pálí               |  |
| CD1-5   | Hustej             |  |
| CD1-6   | Starej Lev         |  |
| CD1-7   | Dejchám            |  |
| CD1-8   | Pocit Vítěze       |  |
| CD1-9   | Málo Je Víc        |  |
| CD1-10  | Metrosex           |  |
| CD1-11  | Vzácnej Je Nám     |  |
| CD1-12  | Nulový             |  |
| CD1-13  | Zdá Se Mi          |  |
| CD1-14  | Slovo              |  |
| CD1-15  | Vizitka            |  |
|         | DVD Live           |  |
| DVD1-1  | Vyvolenej          |  |
| DVD1-2  | Může Se Stát       |  |
| DVD1-3  | Nábor              |  |
| DVD1-4  | Splín              |  |
| DVD1-5  | Už Je Takovej      |  |
| DVD1-6  | Střepy             |  |
| DVD1-7  | Amerika            |  |
| DVD1-8  | Mý Slzy Neuvidíš   |  |
| DVD1-9  | Sympaťák           |  |
| DVD1-10 | Křídla             |  |
| DVD1-11 | Milion             |  |
| DVD1-12 | Sraž Nás Na Kolena |  |
| DVD1-13 | Duše (Outro)       |  |
|         | Videoklipy         |  |
| DVD1-14 | Mý Slzy Neuvidíš   |  |
| DVD1-15 | Sraž Nás Na Kolena |  |
| DVD1-16 | Utíkám             |  |
| DVD1-17 | Amerika            |  |
| DVD1-18 | Křídla             |  |
| DVD1-19 | Střepy             |  |
| DVD1-20 | Sympaťák           |  |

### Sečteno podtrzeno-Best Of (2009, 2.CD)
| 1-1  | Mý Slzy Neuvidíš               |  |
| 1-2  | Stín                           |  |
| 1-3  | Pohledy Studený                |  |
| 1-4  | Střepy                         |  |
| 1-5  | Sraž Nás Na Kolena             |  |
| 1-6  | Nebuď Debil                    |  |
| 1-7  | Buď Se Mnou                    |  |
| 1-8  | Splín                          |  |
| 1-9  | Může Se Stát                   |  |
| 1-10 | Utíkám                         |  |
| 1-11 | Celebrity                      |  |
| 1-12 | Křídla                         |  |
| 1-13 | Vyvolenej                      |  |
| 1-14 | Bohém                          |  |
| 1-15 | Sympaťák                       |  |
| 1-16 | Vzácnej Je Nám                 |  |
| 1-17 | Amerika                        |  |
| 1-18 | Vizitka                        |  |
| 1-19 | Tak To Jsme My!                |  |
| 2-1  | Nábor                          |  |
| 2-2  | Slovo                          |  |
| 2-3  | Loutky                         |  |
| 2-4  | Řekni Co Ti Nevoní             |  |
| 2-5  | Policajt                       |  |
| 2-6  | Snad 1000×                     |  |
| 2-7  | Vuhlašuju Boj                  |  |
| 2-8  | May Day                        |  |
| 2-9  | Sraž Nás Na Kolena (Unplugged) |  |
| 2-10 | Křídla (Unplugged)             |  |
| 2-11 | Amerika (Unplugged)            |  |
| 2-12 | Může Se Stát (Unplugged)       |  |

### Drsnej kraj (2011, CD & DVD)
Tracklist:
| 1                      | Kámen                 |  |
| 2                      | Ty Lhát Mi Smíš       |  |
| 3                      | Anděl                 |  |
| 4                      | Tak To Jsme My        |  |
| 5                      | Banda Komiků          |  |
| 6                      | Drsnej Kraj           |  |
| 7                      | Neodolatelná          |  |
| 8                      | Sama                  |  |
| 9                      | Dík                   |  |
| 10                     | Pro Pár Hloupejch Vět |  |
| 11                     | Rub Nebo Líc          |  |
| 12                     | Já Mám Rád            |  |
| 13                     | Jednou To Přijde      |  |
| 14                     | Pili A Seděli         |  |
| 15                     | Za Barevným Sklem     |  |
| 16                     | Stíny A Mráz (Cover)  |  |
| Kbely Live 5. 11. 2010 |                       |  |
| 1                      | Celebrity             |  |
| 2                      | Vyvolenej             |  |
| 3                      | Slovo                 |  |
| 4                      | Splín                 |  |
| 5                      | Může Se Stát          |  |
| 6                      | Tak To Jsme My        |  |
| 7                      | Málo Je Víc           |  |
| 8                      | Bohém                 |  |
| 9                      | Střepy                |  |
| 10                     | Nebuď Debil           |  |
| 11                     | Utíkám                |  |
| 12                     | Amerika               |  |
| 13                     | Nulový                |  |
| 14                     | Sraž Nás Na Kolena    |  |
| 15                     | Milion                |  |
| 16                     | Pohledy Studený       |  |
| 17                     | Sympaťák              |  |
| 18                     | Vizitka               |  |
| 19                     | Mý Slzy Neuvidíš      |  |
| Bonus                  |                       |  |
|                        | Škwor On Ice          |  |

### Natvrdo (Live) (2012, CD & DVD)
Tracklist:
| CD1-1  | Intro                                            | 0:56 |
| CD1-2  | Tak To Jsme My!                                  | 3:07 |
| CD1-3  | Celebrity                                        | 2:59 |
| CD1-4  | Ty Lhát Mi Smíš                                  | 3:04 |
| CD1-5  | Za Barevným Sklem                                | 2:44 |
| CD1-6  | Kámen                                            | 3:01 |
| CD1-7  | Vyvolenej                                        | 4:24 |
| CD1-8  | Nebuď Debil                                      | 3:25 |
| CD1-9  | Banda Komiků                                     | 3:17 |
| CD1-10 | Může Se Stát                                     | 3:26 |
| CD1-11 | Sama                                             | 3:29 |
| CD1-12 | Nulový                                           | 3:41 |
| CD1-13 | Sraž Nás Na Kolena (Shout)                       | 4:59 |
| CD1-14 | Pohledy Studený                                  | 5:23 |
| CD1-15 | Sympaťák                                         | 3:51 |
| CD1-16 | Stíny A Mráz (Out Of The Dark)                   | 4:21 |
| CD1-17 | Mý Slzy Neuvidíš                                 | 3:16 |
| CD1-18 | Outro - Duše                                     | 1:49 |
| DVD1-1 | Filmový Dokument "Léto V Drsným Kraji"           |      |
| DVD1-2 | Škwor Live Na Festivalu Benátská Noc 27. 7. 2012 |      |

DVD obsahuje navíc dokument. Bez příkras a cenzurních zásahů se tak podařilo dostat na DVD „reálný“ život kapely ať už v zákulisí koncertů, tak na cestách, ale i těsně před vstupem na pódium. To vše v režii autorsko-režisérské dvojice mladých filmařů Ondřeje Kurčíka a Pavla Brychty. Řada zábavných momentů střídá pohled na stresové situace v backstagi, nudu při nekonečném cestování a čekání, stejně tak emoce a euforii po úspěšných vystoupeních. Fanoušek tak má možnost zažít skupinu v prostředí, kam se za běžných okolností není možné podívat. Samotný hodinový koncert prezentuje skupinu ve skvělé formě před 10 tisíci nadšených posluchačů, kde nechybí skladby z posledního alba Drsnej kraj, tak i samozřejmě největší hity.

### Sliby & lži (2013, CD)
Tracklist:
| 1  | Ráno                | 2:34 |
| 2  | Poslouchej          | 2:52 |
| 3  | Rabujem             | 2:36 |
| 4  | Popel Popelu        | 2:46 |
| 5  | Vlci V Koutě        | 2:50 |
| 6  | Rychle Žít          | 2:47 |
| 7  | Hlídej Ten Ráj      | 3:36 |
| 8  | Vidím Svět Prázdnej | 3:08 |
| 9  | Já Lhal             | 2:47 |
| 10 | My Nejsme Zlí       | 2:25 |
| 11 | Nech Si Zdát        | 3:06 |
| 12 | To Jsem Já          | 3:20 |
| 13 | Sliby A Lži         | 3:11 |
| 14 | Síla Starejch Vín   | 2:54 |

### Hledání identity (2015, CD)
Tracklist:
| 1  | Kolikrát...           |  |
| 2  | To Se Holt Stává      |  |
| 3  | Za Pevnou Zdí         |  |
| 4  | Hledání Identity      |  |
| 5  | Zprávy                |  |
| 6  | 2014                  |  |
| 7  | Tit-A-Nic             |  |
| 8  | Jeden Svět Nestačí    |  |
| 9  | Máme Tu Problém       |  |
| 10 | Už To Mám             |  |
| 11 | Nemám Rád             |  |
| 12 | Milionu Hvězd Se Ptáš |  |
| 13 | Slavík                |  |
| 14 | Dostaň Mě Z Tý Tmy    |  |
| 15 | Jizvy Na Duších       |  |

### Uzavřenej kruh (2017, CD)
Tracklist:
| 1  | Pokřivenej Pohled  |  |
| 2  | Starej Voják       |  |
| 3  | Omyly A Pády       |  |
| 4  | Za Tmavejch NocÍ   |  |
| 5  | Gelový Holky       |  |
| 6  | Dokola             |  |
| 7  | Zlo Mezi Námi      |  |
| 8  | Bojujete Za Nás    |  |
| 9  | Tak Tohle Je Hustý |  |
| 10 | Uzavřenej Kruh     |  |
| 11 | Teror              |  |
| 12 | U Mě Dobrý         |  |
| 13 | Velká Neznámá      |  |

11-Feat-Kolinss (Debustrol)-Vokál

### 2020 - Tváře smutnejch hrdinů (CD)
Tracklist:
| 1  | Intro                      |  |
| 2  | Tváře smutnejch hrdinů     |  |
| 3  | Vteřina jediná             |  |
| 4  | Když vlky žene z lesů hlad |  |
| 5  | Zůstaň tu chvíli           |  |
| 6  | Spoutanej                  |  |
| 7  | Nejistá přítomnost         |  |
| 8  | To je můj svět             |  |
| 9  | Už je to tak dávno         |  |
| 10 | Čas všechno spálí          |  |
| 11 | Noc nebo den               |  |
| 12 | Doufej                     |  |
| 13 | Zvedni hlavu               |  |

### 2023 - Sobě věrnej
Tracklist:
| 1  | Sobě věrnej           | 2:55 |
| 2  | Příkaz zněl jasně     | 3:05 |
| 3  | Pocit viny            | 3:17 |
| 4  | Až si pro nás přijdou | 3:23 |
| 5  | Svět iluzí            | 3:54 |
| 6  | Do tmy                | 3:16 |
| 7  | Šťastnej konec        | 3:42 |
| 8  | Pravda bolí           | 3:39 |
| 9  | Král extrémů          | 3:07 |
| 10 | Zapomenutý hříchy     | 3:10 |
| 11 | Jízda snů             | 3:26 |
| 12 | Jako dřív             | 2:52 |
| 13 | Čistej stůl           | 3:23 |
| 14 | Život takovej náš     | 2:57 |

## Kniha
- 2018-ŠKWOR-1998-2018 (historické, dosud nezveřejněné fotografie, exkluzivní pohledy do zákulisí kapely, zpěvník největších hitů)